# Ренн-4 (кантон)
Ренн-4 (фр. Rennes-4) — кантон во Франции, находится в регионе Бретань, департамент Иль и Вилен. Входит в состав округа Ренн.

## Состав кантона
В состав кантона входят центральные кварталы города Ренн.

## Политика
С 2021 года кантон в Совете департамента Иль и Вилен представляют пенсионерка Сильви Килан (Sylvie Quilan) и инженер Иан Сулабай (Yann Soulabaille) (оба — Европа Экология Зелёные).
|                | Кандидаты                            | Партия                   | Первый тур | Первый тур     | Второй тур | Второй тур |
| Кол-во голосов | Кандидаты                            | Партия                   | % голосов  | Кол-во голосов | % голосов  |            |
| -------------- | ------------------------------------ | ------------------------ | ---------- | -------------- | ---------- | ---------- |
|                | Сильви Килан Иан Сулабай             | Европа Экология Зелёные  | 2 809      | 35,43          | 3 777      | 55,47      |
|                | Мюриел Кондольф-Ферек Дидье Ле Бужан | Социалистическая партия  | 2 460      | 31,03          | 3 032      | 44,53      |
|                | Кристин Ларсоннёр Лоик Ле Брён       | Разные центристы         | 1 988      | 25,08          |            |            |
|                | Жюльен Барбедет Элизабет Друэн       | Национальное объединение | 671        | 8,46           |            |            |

|                | Кандидаты                            | Партия                    | Первый тур | Первый тур     | Второй тур | Второй тур |
| Кол-во голосов | Кандидаты                            | Партия                    | % голосов  | Кол-во голосов | % голосов  |            |
| -------------- | ------------------------------------ | ------------------------- | ---------- | -------------- | ---------- | ---------- |
|                | Мюриел Кондольф-Ферек Дидье Ле Бужан | Социалистическая партия   | 3 520      | 35,28          | 5 223      | 56,37      |
|                | Гийом Боде Катрин Роланден           | Союз за народное движение | 3 172      | 31,79          | 4 042      | 43,63      |
|                | Люсиль Кош Дидье Шапеллон            | Европа Экология Зелёные   | 1 550      | 15,53          |            |            |
|                | Вивьян Клермон Даниэль Ропер         | Национальный фронт        | 1 019      | 10,21          |            |            |
|                | Дени Кермен Жанин Ле Гевеллу         | Левый фронт               | 717        | 7,19           |            |            |